# Noël-Simon Caroché
Noël-Simon Caroché (hacia 1740-1813) fue un fabricante de instrumentos de observación francés. Fue uno de los diez miembros originales del comité fundador del Bureau des Longitudes en 1795.